# Kalininite
La kalininite (simbolo IMA: Kal) è un minerale molto raro del supergruppo dello spinello e in particolare dei tiospinelli, nella cui famiglia occupa un posto nel sottogruppo della linnaeite; appartiene alla classe minerale dei "solfuri e solfosali" con composizione chimica ZnCr2S4 e quindi, da un punto di vista chimico, è un solfuro di zinco-cromo.

## Etimologia e storia
La kalininite è stata scoperta nella cava di marmo di Pereval, vicino a Slyudyanka, nei pressi del lago Baikal (oblast' di Irkutsk, nella Siberia meridionale). L'analisi e la descrizione iniziali sono state effettuate da L.S. Resnitsky (Л.З. Резницкий), Je.V. Sklyarov (Е.В. Скляров) e S.F. Ushchatovskaya (З.Ф. Ущаповская), che chiamarono il minerale in onore del mineralogista e ricercatore sovietico della regione meridionale del Bajkal Pavla Vasilyevich Kalinina (Павла Васильевича Калинина; 1905-1981).
Nel 1984, i tre ricercatori presentarono i risultati dei loro test e il nome scelto all'Associazione Mineralogica Internazionale (IMA) (numero di iscrizione interna dell'IMA: 1984-028), che riconobbe la kalininite come specie minerale separata. La prima descrizione fu pubblicata un anno dopo sulla rivista russa Zapiski Vsesoyuznogo Mineralogicheskogo Obshchestva (Записки Всесоюзного Минералогического Общества) ed è stata pubblicata nel 1987 con la pubblicazione New Mineral Names nella rivista in lingua inglese American Mineralogist.
Il campione tipo del minerale è conservato nella collezione mineralogica dell'Università Mineraria Statale di San Pietroburgo con il numero di collezione 1098/1 e nel Museo Mineralogico, intitolato ad A.J. Fersman dell'Accademia russa delle scienze di Mosca con il numero di catalogo 88049.

## Classificazione
Nella Sistematica dei lapis (Lapis Systematik) di Stefan Weiß la kalininite è elencata nella classe dei "solfuri e solfosali" e nella sottoclasse dei "solfuri con [il rapporto di massa] metallo:S,Se,Te < 1:1", dove il minerale forma il "gruppo della linnaeite" insieme a bornhardtite, carrollite, cuprokalininite, daubréelite, fletcherite, florensovite, greigite, cadmoindite, indite, linnaeite, polidimite, siegenite, trüstedtite, tyrrellite e violarite con il numero di sistema II/D.01.
La nona edizione della classificazione dei minerali di Strunz, aggiornata dall'IMA fino al 2009, elenca la kalininite nella classe "2. Solfuri e solfosali (solfuri, seleniuri, tellururi; arseniuri, antimoniuri, bismuturi; solfoarseniuri, solfoantimonuri, solfobismuturi, ecc.)" e nella sottoclasse "2.D Solfuri metallici, M:S = 3:4 e 2:3"; questa viene ulteriormente suddivisa in base al rapporto tra metallo (M) e zolfo (S) in modo che la kalininite possa essere trovata nella sezione "2.DA M:S = 3:4" dove insieme a cadmoindite, cuproiridsite, cuprokalininite, cuprorhodsite, ferrorhodsite, fletcherite, florensovite, greigite, indite, malanite, trüstedtite, bornhardtite, carrollite, daubréelite, linnaeite, polidimite, siegenite, tyrrellite, violarite e xingzhongite forma il sistema nº 2.DA.05.
Tale classificazione è mantenuta anche nell'edizione successiva, proseguita dal database "mindat.org" e chiamata Classificazione Strunz-mindat dove ai minerali già citati si aggiungono berndlehmannite, joegoldsteinite, nickeltyrrellite e shiranuiite.
Anche la classificazione dei minerali secondo Dana, utilizzata principalmente nei paesi di lingua inglese, classifica la kalininite nella classe dei "solfuri e solfosali" e lì nella sottoclasse dei "minerali solfuri"; la si trova nel "gruppo della linnaeite (isometrico: Fd3m)" con il numero di sistema 02.10.01 nella sottosezione dei "solfuri – compresi seleniuri e tellururi – con la composizione AmBnXp, con (m+n):p = 3:4".

## Chimica
Nella composizione chimica della kalininite il minerale è costituito da zinco (Zn), cromo (Cr) e zolfo (S) nel rapporto di 1:2:4 tipico degli spinelli. Ciò corrisponde a una frazione di massa (% in peso) del 21,97% in peso di zinco, del 34,94% in peso di cromo e del 43,09% in peso di zolfo.
Un totale di 9 analisi con microsonda elettronica su tre campioni di minerali naturali del campione tipo proveniente dalla cava di Pereval, d'altra parte, ha rivelato una composizione media leggermente diversa del 18,89% in peso di zinco, del 34,10% in peso di cromo e del 42,22% in peso di zolfo, nonché ulteriori piccole miscele di 2,73% in peso di rame (Cu), 0,73% in peso di antimonio (Sb) e 0,61% in peso di vanadio (V). Da questi valori, la composizione empirica risulta essere:
{\displaystyle {\ce {Zn_{0,870}Cu_{0,130}Cr_{1,977}V_{0,036}Sb_{0,019}S_{3,968}}}}

## Abito cristallino
La kalininite cristallizza nel sistema cubico nel gruppo spaziale Fd3m (gruppo nº 227) con la costante di reticolo a = 9,997(1) Å, oltre a 8 unità di formula per cella unitaria.

## Origine e giacitura
La kalininite si forma in rocce complesse diopside-quarzo-calcite con granati e pirosseni. Altri minerali di accompagnamento includono barite, eskolaite, karelianite, pirite, tremolite e zircone contenenti cromo e vanadio, così come cristalli misti di goldmanite-uvarovite del gruppo dei granati.
Le località di ritrovamento della kalininite sono tutte in Russia. Oltre alla sua località tipo nella cava di marmo di "Pereval" vicino a Slyudyanka nell'oblast' di Irkutsk, il minerale è stato trovato anche nel massiccio del Kožva, che consiste in pirosseni e duniti, vicino a Karpinsk nell'oblast' di Sverdlovsk, che appartiene alla circondario federale degli Urali, e sul vulcano Mutnovskij all'estremità meridionale della penisola della Kamčatka in Estremo Oriente.
Inoltre, la kalininite è stata scoperta nel meteorite di ferro di tipo IIAB Uakit, che è stato trovato nell'estate del 2015 vicino all'omonimo comune nel Raion di Bauntovsky nella Repubblica di Buriazia, che appartiene al Circondario federale dell'Estremo Oriente.

## Forma in cui si presenta in natura
La kalininite è stata rilevata solo sotto forma di grani irregolari, simili a scorie, di dimensioni fino a circa 0,5 mm. Il minerale completamente opaco mostra una lucentezza adamantina o metallica sulla superficie dei grani neri. Occasionalmente, le superfici delle venature possono anche essere variegate. Alla luce riflessa, tuttavia, la kalininite appare color crema; essendo un minerale idiocromatico il colore del suo striscio è nero.